# Sơn linh Thượng Hải
Sonerila cantonensis là một loài thực vật có hoa trong họ Mua. Loài này được Stapf miêu tả khoa học đầu tiên năm 1892.